# Gura Caliței
Gura Caliței – wieś w Rumunii, w okręgu Vrancea, w gminie Gura Caliței. W 2011 roku liczyła 895
mieszkańców